# Максим (Пафилис)
Епископ Максим (греч. Επίσκοπος Μάξιμος, в миру Тома́с Пафи́лис, греч. Θωμάς Παφίλης; род. 1978, Кардица, Греция) — архиерей Константинопольской православной церкви, епископ Мелитинийский, викарий Фиатирской и Великобританской архиепископии.

## Биография
Изучал английскую литературу в Мичиганском университете, историю в американском греческом Deree College в Афинах, богословие в университете Аристотеля в Салониках и богословском институте в Афинском университете. Окончил аспирантуру по специальности «Религиозная дипломатия» в Международной школе политических наук Страсбургского университета, получив степень магистра за работу «Православная и Римско-Католическая церкви — дипломатия и международные отношения в поисках единства».
В 2003 году, в Кардице, был рукоположен в сан пресвитера и служил в качестве проповедника в Греции, США и Франции. Также более десяти лет исполнял должность секретаря Священного Синода Элладской православной церкви, а с 2016 года являлся генеральным секретарём Галльской митрополии во Франции.
Участвовал во многих церковных миссиях и представительствах, а в 2016 году участвовал в качестве специального советника в Священном и Великом Соборе на Крите.
9 октября 2018 года, решением Священного Синода Константинопольского патриархата был избран для рукоположения в сан епископа Мелитинийского (титул по городу Мелитини), викария Галльской митрополии.
10 ноября 2018 года в Соборе Святого Стефана в Париже был хиротонисан в сан епископа. Хиротонию совершили: митрополит Галльский Эммануил (Адамакис), митрополит Испанский Поликарп (Ставропулос), митрополит Адрианапольский Амфилохий (Стергиу), митрополит Швейцарский Максим (Пофос) и епископ Ригийский Ириней (Аврамидис). В начале богослужения присутствующие в храме были эвакуированы в связи с предполагаемой угрозой террористического акта, которая, после выяснения обстоятельств, оказалась ложной.
28 — 29 июня 2019 года в составе делегации Константинпольского патриархата посетил Ватикан, где встретился с папой римским Франциском.
20 июля 2021 года переведён на должность викария Фиатирской и Великобританской архиепископии.